# Pedro Weber
Pedro Manuel Weber Chávez (Ciudad Guzmán, Jalisco, 27 de novembro de 1933 - Cidade do México, 22 de março de 2016) foi um ator de cinema, televisão e teatro mexicano.

## Biografia
Conhecido como Pedro Weber Chatanuga, ele já participou de várias novelas. Nasceu em 27 de novembro.
Morreu em 22 de março de 2016, aos 82 anos. 

## Telenovelas
- Amores Verdaderos (2012/2013) como Mezcalitos
- Hasta que el Dinero nos Separe (2009/2010) como Gastón de la Parra
- Rebelde (2004/2006) como Peter
- Cómplices al Rescate (2001/2002) como Guiseppe
- Navidad sin Fin (2001) como Lencho
- Aventuras en el tiempo (2001) como  Manuel
- Carita de ángel (2001) como Antonio
- Locura de amor (2000/2001) com Faustino
- Cuento de Navidad (1999/2000) com Empregado
- El privilegio de amar (1998/1999) como Trujollo
- Canción de amor (1995/1996) como Elías
- Aguletas de color rosa (1994/1995) como Nicolás
- Baila conmigo (1992) como Placido
- Alcanzar una estrella (1991) como Ricardo
- Vivir un poco (1985) como Modelo
- Las Aventuras de Lenguardo (1985) como Chata
- El Mundo de Luis de Alba (1978)
- El Comanche (1973) como Eriel